# 比賈爾
比賈爾（波斯語：بیجار，羅馬化：Bîcar）是伊朗的城市，位於該國西北部，由庫爾德斯坦省負責管轄，距離首府薩南達季80公里，海拔高度1,883米，2006年人口46,156，居民主要是庫爾德人。